# Лесьно (Вейгеровський повіт)
Лесьно (пол. Leśno) — село в Польщі, у гміні Шемуд Вейгеровського повіту Поморського воєводства.
Населення — 273 особи (2011).
У 1975-1998 роках село належало до Гданського воєводства.

## Демографія
Демографічна структура станом на 31 березня 2011 року:
|          | Загалом | Допрацездатний вік | Працездатний вік | Постпрацездатний вік |
| -------- | ------- | ------------------ | ---------------- | -------------------- |
| Чоловіки | 138     | 38                 | 84               | 16                   |
| Жінки    | 135     | 47                 | 68               | 20                   |
| Разом    | 273     | 85                 | 152              | 36                   |